# مارتسل اووژینسکی
مارتسل اووُژینسکی (لهستانی: Marcel Łoziński؛ زادهٔ ۱۷ مهٔ ۱۹۴۰) یک کارگردان فیلم، و فیلم‌نامه‌نویس اهل لهستان است. او از سال ۱۹۷۲ تا کنون مشغول به‌کار بوده و بیش از ۲۲ فیلم کارگردانی نموده‌است. وی در شصت و هفتمین دوره جوایز اسکار، نامزدِ دریافتِ جایزه اسکار بهترین فیلم مستند کوتاه بود.
از فیلم‌های او می‌توان به ۸۹ میلی‌متری از اروپا اشاره کرد.